# Yamaha FZR 600
La Yamaha FZR600 è una motocicletta stradale sportiva prodotta dalla casa motociclistica giapponese Yamaha a partire dal 1989 fino al 1999.

## Descrizione
Il motore, dalla cubatura di 599 cm³, era un quattro cilindri in linea raffreddato a liquido con doppio albero a camme (DOHC: Double Overhead Camshaft) a quattro valvole per cilindro.
A differenza dei modelli FZR più grandi, che avevano tre valvole di aspirazione e due valvole di scarico, l'FZR600 aveva uno schema a quattro valvole per cilindro, resosi necessarie per il frazionamento del motore da 600 cc rispetto al 750 e 1.000 cc della gamma FZR.
Dotata di un cambio a sei velocità, la moto utilizzava una frizione a dischi multipli in bagno d'olio. Il motore era alloggiato sul telaio Yamaha DeltaBox in alluminio che garantiva robustezza e leggerezza nello stesso tempo.
La sospensione anteriore utilizzata era una forcella telescopica regolabile.
Al posteriore invece montava un mono ammortizzatore anch'esso regolabile.
Nel 1991 l'FZR ha ricevuto dei nuovi fanali dalla forma trapezoidale simili a quelli della FZR1000, ma la Yamaha ha reintrtotto il vecchio design a doppio proiettore nel 1993. Nel 1990, il canale del cerchio della ruota posteriore è stata aumentata passando da 3,5 a 4 pollici. Nello stesso anno le pinze dei freni anteriori sono state aggiornate e dotati di una pinza a 4 pistoncini in luogo delle pinze a 2 pistoncini. Nel 1991 ha ricevuto un forcellone diverso.